# Paralia

El mapa muestra los límites aproximados de las tres regiones instituidas por Clístenes

Paralia (en griego antiguo: Παραλία, romanizado: Paralía) era el nombre de la región costera del Ática, a veces usado también para indicar la región al este del Himeto.
Tras la reforma de Clístenes de Atenas, las tribus griegas fueron asignadas en diferentes tritís.